# Back In Time
Back In Time ist eine Anwendung zur Datensicherung für GNU/Linux, die sich vor allem an Desktop-Nutzer und Endanwender richtet. Neben einer grafischen Oberfläche bietet sie eine Kommandozeilen-Schnittstelle, mit der Benutzer ihre Backups verwalten können. Die Software ist Freie Software und wird gemäß der GNU General Public License Version 2 (GPL-2.0-or-later) bereitgestellt, mit der Ausnahme, dass einige wenige Komponenten unter den Lizenzen GPL-3.0-or-later, MIT und CC0-1.0 stehen.

## Funktionsweise
Back In Time sichert Dateien und Verzeichnissen, wobei der Bedarf an Speicherplatz minimiert wird, indem nur neue und geänderten Dateien zusätzlichen Platz beanspruchen. Dies ist möglich durch den Einsatz von Rsync und dessen Nutzung von Hardlinks für unveränderte Dateien. Somit ist jede Sicherung konzeptionell ein Vollbackup und in Hinblick auf den tatsächlich genutzten Speicherplatz, mit Ausnahme des ersten, ebenso ein inkrementelles beziehungsweise differentielles Backup.
Bestehende Backups können unabhängig von der Anwendung mit jedem Dateimanager durchsucht und wiederhergestellt werden, da die Dateien und Verzeichnisse im regulären Verzeichnisbaum abgelegt werden. Unterstützt werden mehrere sogenannte Profile zur Datensicherung, sodass unterschiedliche Ziele und Methoden für die Sicherung eingerichtet werden können. Mit SSH können Sicherungen auf entfernten Systemen durchgeführt werden. Zudem lassen sich Sicherungen verschlüsseln.

## Funktionen
- Speicherplatz sparende Datensicherung mit Rsync und Hardlinks
- Datensicherung auf entfernte Systeme über SSH
- Zeit- und Ereignisgesteuerte Datensicherung[3]
- Verschlüsselung mit EncFS (Unterstützung läuft aus) oder gocryptfs (voraussichtlich ab Version 1.6.0)[5]
- Wiederherstellen von Datensicherungen (vollständig und einzelne Element)
- Unabhängig von Back In Time Durchsuchen und Wiederherstellen der Datensicherung
- Regelbasiertes automatisches Entfernen älterer Datensicherung (Auto-remove)

## Geschichte
Die Entwicklung begann im Jahr 2008 und wurde im Jahr darauf von Oprea Dan offiziell angekündigt und im selben Jahr als Version 0.9.4 in das offizielle Paket-Repository von Debian GNU/Linux (Version 5 „Lenny“) aufgenommen.
Ab dem Jahr 2011 stieß Germar Reitze als weiterer Entwickler zum Projekt implementierte unter anderem die Datensicherung über SSH und übernahm etwa im Jahr 2015 die Betreuung des Projekts.
Zwischen den Jahren 2018 und 2022 stagnierte die Entwicklung und das Projekte war praktisch im Wartungsmodus. Durch die Initiative des Nutzers Michael Büker, formte sich im Sommer 2022, mit Unterstützung von Germar Reitze, ein neues Betreuer-Team aus drei Personen. Seither werden Probleme behoben und die Anwendung aktiv weiterentwickelt.